# نونغستوين
نونغستوين (IPA: ˈnɒŋˌstɔɪn) هي مقر مقاطعة غرب تلال خاسي في ولاية ميغالايا بالهند. وبلغ عدد سكانها 28,742 نسمة، حسب تعداد عام 2011.

## الجغرافيا
تقع نونغستوين عند خط عرض 25.52 شمالاً وخط طول 91.27 شرقاً. ويبلغ متوسط ارتفاعها 1409 أمتار (4622 قدماً).
تقع شلالات لانغشيانغ على بُعد 24 كيلومتراً (15 ميلاً) من نونغستوين.